# James Ross (écrivain américain)
Pour les articles homonymes, voir Ross.
James Ross, né en 1911 à Norwood, en Caroline du Nord, et mort en juillet 1990, est un auteur américain de roman policier.

## Biographie
Il fait ses études à Elon College et Louisburg, avant de devenir ouvrier agricole, puis bûcheron. Il commence à écrire des nouvelles qu'il ne parvient pas à faire publier. En 1935, il est fonctionnaire des impôts à Greensboro. Il s'engage dans l'armée lors de la Seconde Guerre mondiale. À son retour aux États-Unis en 1946, il subsiste en exerçant divers métiers et en vendant des nouvelles, notamment dans le magazine Collier's Weekly. En 1953, il est journaliste au Morning News de Savannah, puis au Daily News de Greensboro où il est chargé de couvrir l'actualité politique.
Une poire pour la soif est l'unique roman de l'auteur. Publié en 1940 aux États-Unis, le livre, qui se déroule pendant la Grande Dépression dans le milieu des bootleggers, est remarqué par Raymond Chandler et rencontre un certain succès d'estime, mais les ventes restent faibles.
James Ross est décédé en 1990.

## Œuvre

### Roman
- They Don't Dance Much (1940) Publié en français sous le titre Une poire pour la soif, traduction de Philippe Garnier ; Quai Voltaire  1989 ; Série noire, no 2315, 1993 ; réédition Folio policier no 113, 1999.

### Nouvelles
- Zone Interior (1949)
- How to Swap Horses (1949)
- Killer Patrol (1950)
- Natural-Born Liar (1953)

## Sources
- Claude Mesplède (dir.), Dictionnaire des littératures policières, vol. 2 : J - Z, Nantes, Joseph K, coll. « Temps noir », 2007, 1086 p. (ISBN 978-2-910-68645-1, OCLC 315873361), p. 680.
- Claude Mesplède et Jean-Jacques Schleret (Éd. rév. de: SN, voyage au bout de la Noire), Les auteurs de la Série noire, 1945-1995, Nantes, Joseph K, coll. « Temps noir », 1996, 627 p. (ISBN 978-2-910-68611-6, OCLC 300207570), p. 403.